# Carl Ballantine
Carl Ballantine, nato Meyer Kessler (Chicago, 28 settembre 1917 – Hollywood Hills, 4 novembre 2009), è stato un attore e illusionista statunitense.

## Filmografia parziale

### Cinema
- Marinai, topless e guai (McHale's Navy), regia di Edward Montagne (1964)
- Penelope, la magnifica ladra (Penelope), regia di Arthur Hiller (1966)
- A tutto gas (Speedway), regia di Norman Taurog (1968)
- The Shakiest Gun in the West, regia di Alan Rafkin (1968)
- Pon pon n. 2 (Revenge of the Cheerleaders), regia di Richard Lerner (1976)
- Il più grande amatore del mondo (The World's Greatest Lover), regia di Gene Wilder (1977)
- Gli spostati di North Avenue (The North Avenue Irregulars), regia di Bruce Bilson (1979)
- Noi due soli (Just You and Me, Kid), regia di Leonard Stern (1979)
- Tempi migliori (The Best of Times), regia di Roger Spottiswoode (1986)
- Mr. sabato sera (Mr. Saturday Night), regia di Billy Crystal (1992)
- My Giant, regia di Michael Lehmann (1998)
- Delitto imperfetto (Susan's Plan), regia di John Landis (1998)
- Farewell to Harry, regia di Garrett Bennett (2002)
- Aimee Semple McPherson, regia di Richard Rossi (2006)
- Richard Rossi 5th Anniversary of Sister Aimee, regia di Richard Rossi (2013)
- Sister Aimee 10th Anniversary, regia di Richard Rossi (2018)

### Televisione
- Car 54, Where Are You? – serie TV (1961-1962)
- Toast of the Town – serie TV (1961-1962)
- Un equipaggio tutto matto (McHale's Navy) – serie TV (1962-1966)
- The Queen and I (1969)
- Il virginiano (The Virginian) – serie TV (1971)
- La famiglia Partridge (The Partridge Family) – serie TV (1971)
- Love, American Style – serie TV (1969-1972)
- Saga of Sonora – film TV (1973)
- Una ragazza molto brutta (The Girl Most Likely To...), regia di Lee Philips – film TV (1973)
- Le rocambolesche avventure di Robin Hood contro l'odioso sceriffo (When Things Were Rotten) – serie TV (1975)
- Come rompere un felice divorzio – film TV (1976)
- CHiPs – serie TV (1978)
- One in a Million (1980)
- Camp Grizzly – film TV (1980)
- Fantasilandia (Fantasy Island) – serie TV (1981)
- Trapper John (Trapper John, M.D.) – serie TV (1981-1984)
- Giudice di notte (Night Court) – serie TV (1986)
- I Robinson (The Cosby Show) – serie TV (1987)
- Palm Springs - Operazione amore – serie TV (1991)
- Garfield e i suoi amici (1989-1992) - voce

## Doppiatori italiani
Nelle versioni in italiano delle opere in cui ha recitato, Carl Ballantine è stato doppiato da:
- Goffredo Matassi in Delitto imperfetto
- Mario Milita in Mr. sabato sera
- Silvio Anselmo in CHiPs
- Roberto Bertea in A tutto gas
- Renato Turi ne Il più grande amatore del mondo